# センチメンタル (ゆずの曲)
「センチメンタル」は、ゆずの楽曲で、通算6枚目のシングル。1999年8月18日に発売。発売元はセーニャ・アンド・カンパニー。

## 概要
初のポスト路上曲シングル。
当時、全3曲すべてがメジャーデビュー後に作られた、と新譜情報等に記載されていた。

## 収録曲
1. センチメンタル（4:54）
  - 作詞・作曲: 北川悠仁/ブラスアレンジ：山本拓夫※
  - 前作「サヨナラバス」がヒットしていた頃、当時ブレイクしていたセンチメンタル・バスとラジオ番組で間違えられたため、「だったらセンチメンタルって曲を作ろう」と思ったのがきっかけで作られた曲（「ゆずで、センチメンタルバス」と紹介された）。

※アルバム『ゆずえん』歌詞カードにクレジットされている。
  - ジャケット写真を伊豆に撮りに行った時に乗った車が「舟みたいなアメ車」（北川）で酔ったと語っている。（2014年11月13日のゆずのオールナイトニッポンGOLDより）[出典無効]
2. 踏切（4:23）
  - 作詞・作曲: 岩沢厚治
  - 路上卒業寸前の1998年8月ごろに製作された。途中、踏切音のSEが収録されている。
  - 「踏切」は、2004年のライブツアー「ゆず体育館ツアー 2004 夢の地図」において、架空バンド・PEACH BOYSのメドレー・コーナーで披露された。限定販売でDVD化済。
3. 過食な健康食（2:12）
  - 作詞・作曲: 岩沢厚治

## 収録作品
- センチメンタル
  - ゆずえん
  - Home 1997-2000
  - YUZU 20th Anniversary ALL TIME BEST ALBUM ゆずイロハ 1997-2017
  - 歌時記 〜ふたりのビッグ（エッグ）ショー篇~(Live Version)
  - 二人参客 2015.8.16〜黄色の日〜(Live Version)
  - ゆずのみ〜拍手喝祭〜 日替わり全曲集+1(Live Version)
  - YUZU ARENA TOUR 2022 SEES -ALWAYS with you-(Live Version)
- 踏切
※アルバム未収録
- 過食な健康食
※アルバム未収録

## 関連人物
- 寺岡呼人